# Życie Śpiewacze
Życie Śpiewacze – polskie czasopismo (miesięcznik) śpiewacze ukazujące się w Poznaniu w latach 1946–1948.

## Historia
Sygnalny numer czasopisma pod tytułem Życie Muzyczne ukazał się w maju 1946 staraniem Mariana Weigta, Stanisława Kwaśnika i Mieczysława Barwickiego. Był organem Wielkopolskiego Związku Śpiewaczego, Związku Zawodowego Muzyków R.P., Związku Kompozytorów i Związku Chórów Kościelnych. Od sierpnia 1946 został organem także Pomorskiego Związku Śpiewaczego, a od października 1947 również związków śpiewaczych: Zachodnio-Pomorskiego, Westfalskiego i Francuskiego. Od listopada 1947 czasopismo było subwencjonowane przez Centralny Instytut Kultury. Redaktorem naczelnym był Stanisław Kwaśnik. W lipcu 1947 tytuł zmieniono na Życie Śpiewacze.
Pierwszy numer po sygnalnym (1/2) ukazał się w sierpniu 1946. Większość pozostałych numerów (każdy po 32 strony) była podwójna, co w istocie czyniło z pisma dwumiesięcznik, a nie, jak deklarowano, miesięcznik. Obszernie traktowano artykuły o zmarłych kompozytorach i dyrygentach chóralnych oraz działaczach ruchu chóralnego. Opisywano bieżącą działalność związków i kół, historię amatorskiego ruchu śpiewaczego (zwłaszcza wielkopolskiego), zasady i poprawność śpiewu zespołowego, rolę dyrygenta, zasady interpretacji utworów, a także zawody i zjazdy chóralne. Stałą rubryką były Nowe wydawnictwa i Odpowiedzi redakcji. Na łamach publikowali m.in.: Tadeusz Chyła, Witalis Dorożała (jako Bemol), Henryk Duczmal, Roman Heising, Stanisław Kwaśnik, Edmund Maćkowiak i Marian Weigt.
Ostatni numer (21/22) wyszedł w październiku 1948. Przyczyną likwidacji była dążność władz komunistycznych do centralizacji ruchu śpiewaczego w Polsce.